# Юрловка (Саратовская область)
Юрловка — деревня в Саратовском районе Саратовской области России. С 1 января 2022 года входит в состав городского округа Саратова. Саратовский район преобразован в Гагаринский район города Саратова.

## История
Русская владельческая деревня Юрловка (Малая Сосновка, Дальняя Сосновка, Горбуновка) была основана во второй четверти XIX века у реки Малой Сосновки. На 1832 год она показана как деревня в 5-20 дворов.
После революции деревня в составе Юрловского сельсовета входила в Поповскую волость Саратовского уезда (с ноября 1923 по май 1924 года - попеременно в Поповской, Сосновской, Рыбушанской волостях). В 1923 году здесь был организован совхоз №142. В 1941 году в населенном пункте насчитывалось 44 двора.
В поздний советский период Юрловка относилась к Сосновскому сельсовету Саратовского района, в деревне располагалась центральная усадьба колхоза "Восход". На 1987 год здесь проживало примерно 290 человек.

## Физико-географическая характеристика
Село расположено в юго-западной части Саратовского района, на территории Приволжской возвышенности, вблизи к речке Малая Сосновка. Расстояние до административного центра села Михайловка — 35 км, до города Саратова — 50 км. С областным центром село связано автодорогой с твёрдым покрытием. Налажено автобусное сообщение.   
Климат
Климат в деревне умеренно холодный. Наблюдается большое количество осадков, даже в самый засушливый месяц (согласно классификации климатов Кёппена — Dfa). Среднегодовая температура в Юрловке — 5,3 °C. Среднегодовая норма осадков — 438 мм. Наименьшее количество осадков выпадает в марте и составляет 21 мм. Наибольшее количество осадков выпадает в июле, в среднем 49 м. Самый теплый месяц года — Июль со средней температурой 21 °C. Январь является самым холодным месяцем, с температурами в среднем −11.4 °C.
| Показатель                          | Янв.  | Фев. | Март | Апр. | Май  | Июнь | Июль | Авг. | Сен. | Окт. | Нояб. | Дек. | Год |
| ----------------------------------- | ----- | ---- | ---- | ---- | ---- | ---- | ---- | ---- | ---- | ---- | ----- | ---- | --- |
| Средняя температура, °C             | −11,4 | −11  | −4,9 | 7    | 14,8 | 19,2 | 21   | 19,5 | 13,5 | 5,4  | −2,3  | −7,6 | 5,3 |
| Норма осадков, мм                   | 34    | 23   | 21   | 28   | 39   | 48   | 49   | 46   | 42   | 34   | 40    | 34   | 438 |
| Источник: Юрловка (норма 1982-2012) |       |      |      |      |      |      |      |      |      |      |       |      |     |

Деревня Юрловка, как и вся Саратовская область, находится в часовой зоне МСК+1. Смещение применяемого времени относительно UTC составляет +4:00.
Уличная сеть
В Юрловке расположены восемь улиц — Верхняя, Дорожная, Колхозная, Молодёжная, Нижняя, Новая, Центральная, Школьная. Также к населённому пункту относится территория садового некоммерческого товарищества "Сафаровка".

## Население
| 2002 | 2010 |
| ---- | ---- |
| 468  | ↘464 |

В деревне на 1 января 2018 года проживал 441 человек, насчитывалось 122 домовладения.

## Инфраструктура
В населённом пункте осуществляют свою деятельность: 
- средняя общеобразовательная школа[8],
- детский сад[9],
- дом культуры,
- библиотека, книжный фонд которой составляет 3905 экземпляров, оформлена подписка на 14 наименований периодических изданий. Пользуются учреждением 125 человек[10];
- фельдшерско-акушерский пункт[11].

Работает одно предприятие розничной торговли.
Деревня газифицирована, газоснабжение подведено к 138 пользователям. Зарегистрированы 50 абонентов стационарной телефонной связи. Действует одна котельная и две водонапорные башни, налажено центральное водоснабжение.
В приспособленном помещении, в 2011 году, был открыт православный приход во имя святителя Спирина Тримифунтского.
В окрестностях деревни обустроено два родника с чистой питьевой водой, которые пользуются спросом у местных жителей и туристов.

## Транспорт
В Юрловку можно добраться на маршруте общественного транспорта №330 от Центрального колхозного рынка, и автобусом №419 со Стадиона «Волга», ежедневно организовано до трёх рейсов.

## Фотогалерея

Виды села
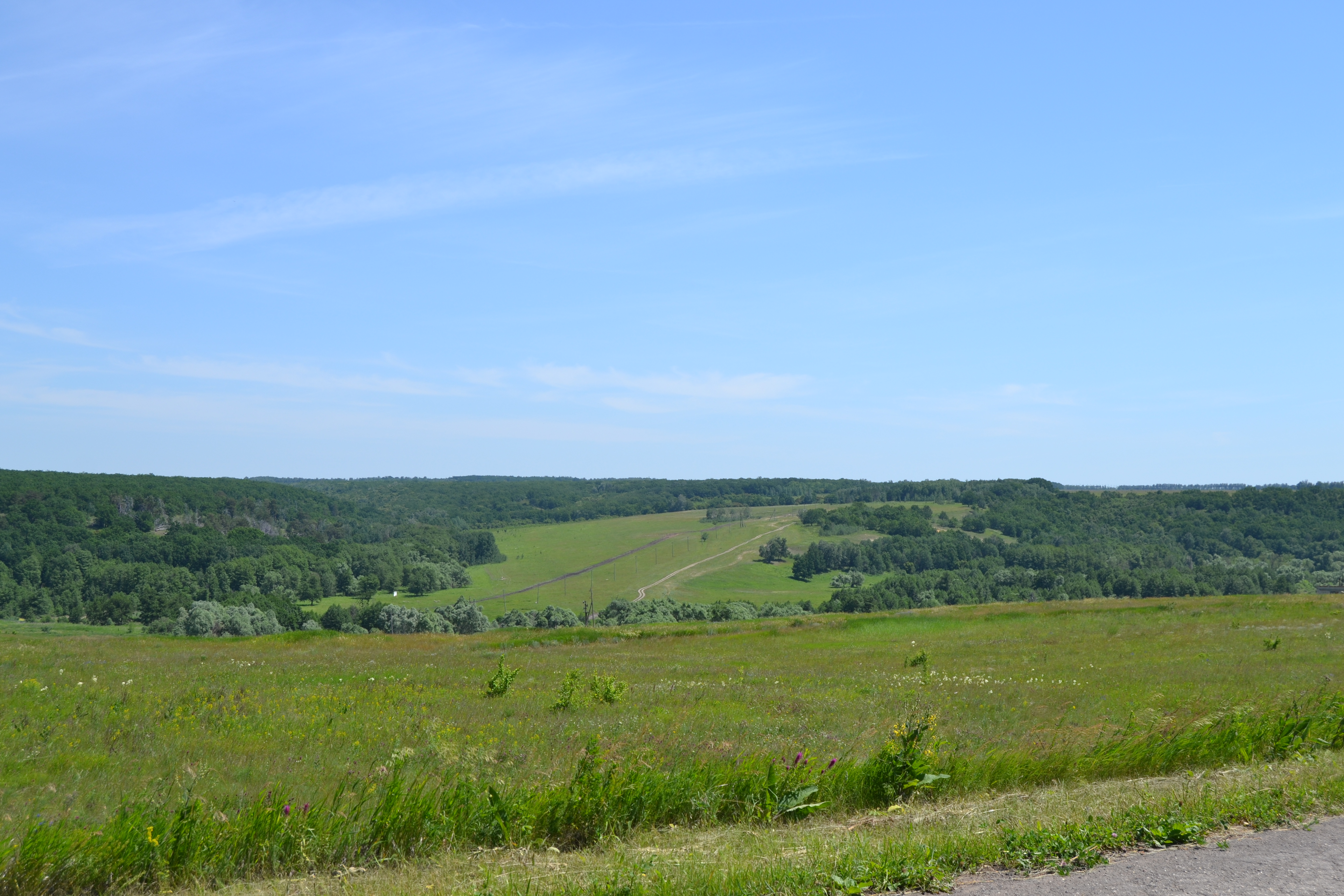
Природа Юрловки
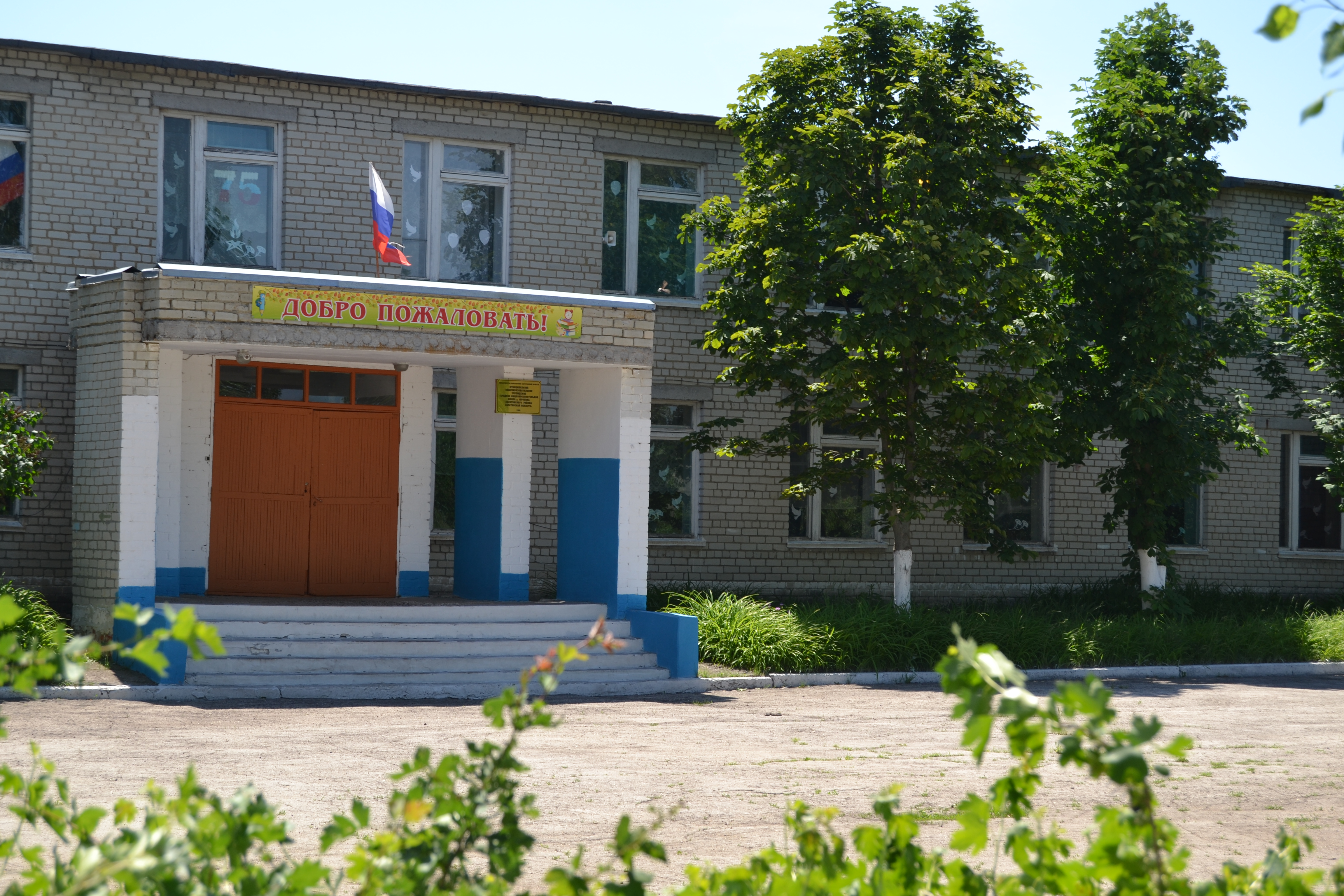
Школа
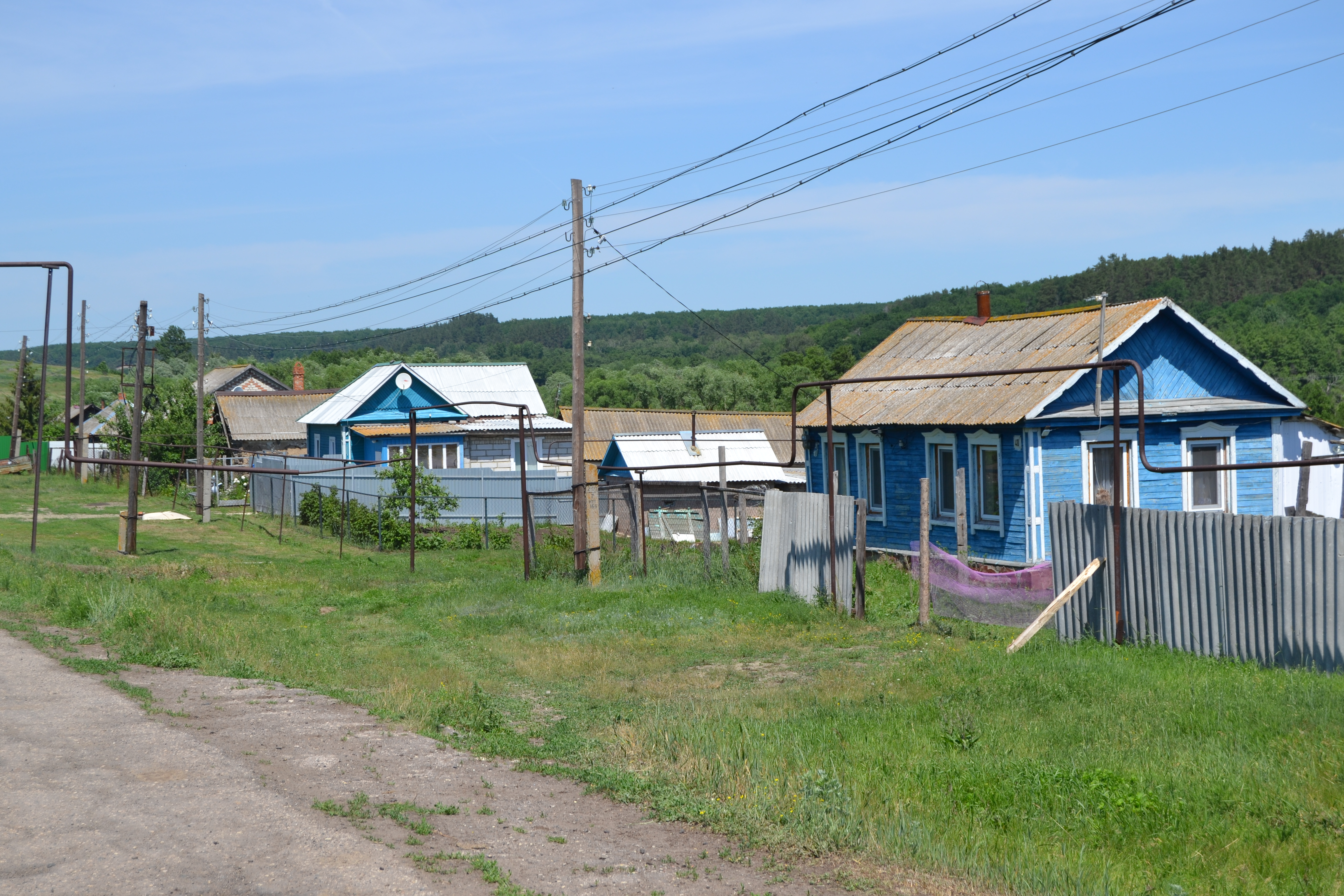
Улица Центральная
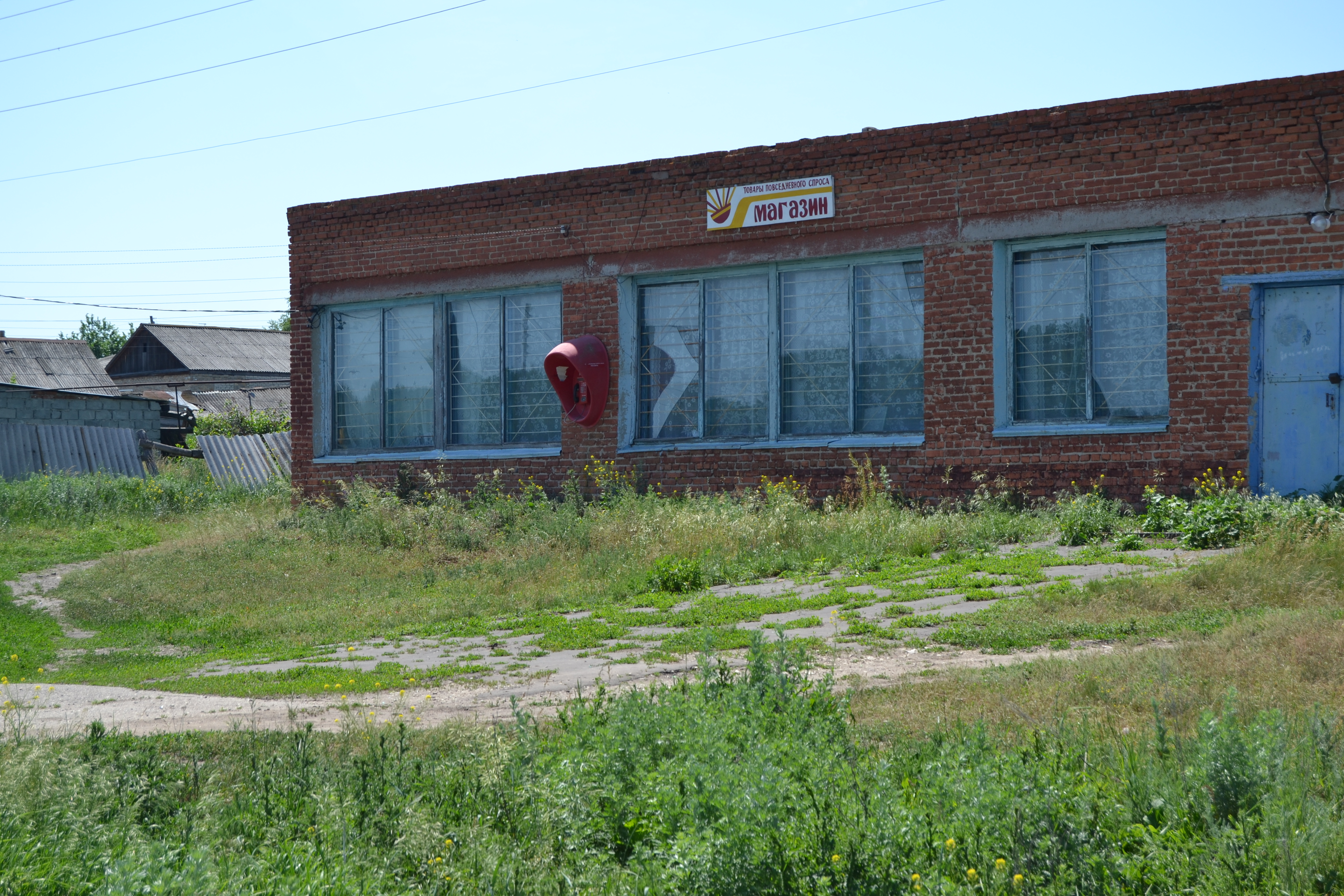
Магазин
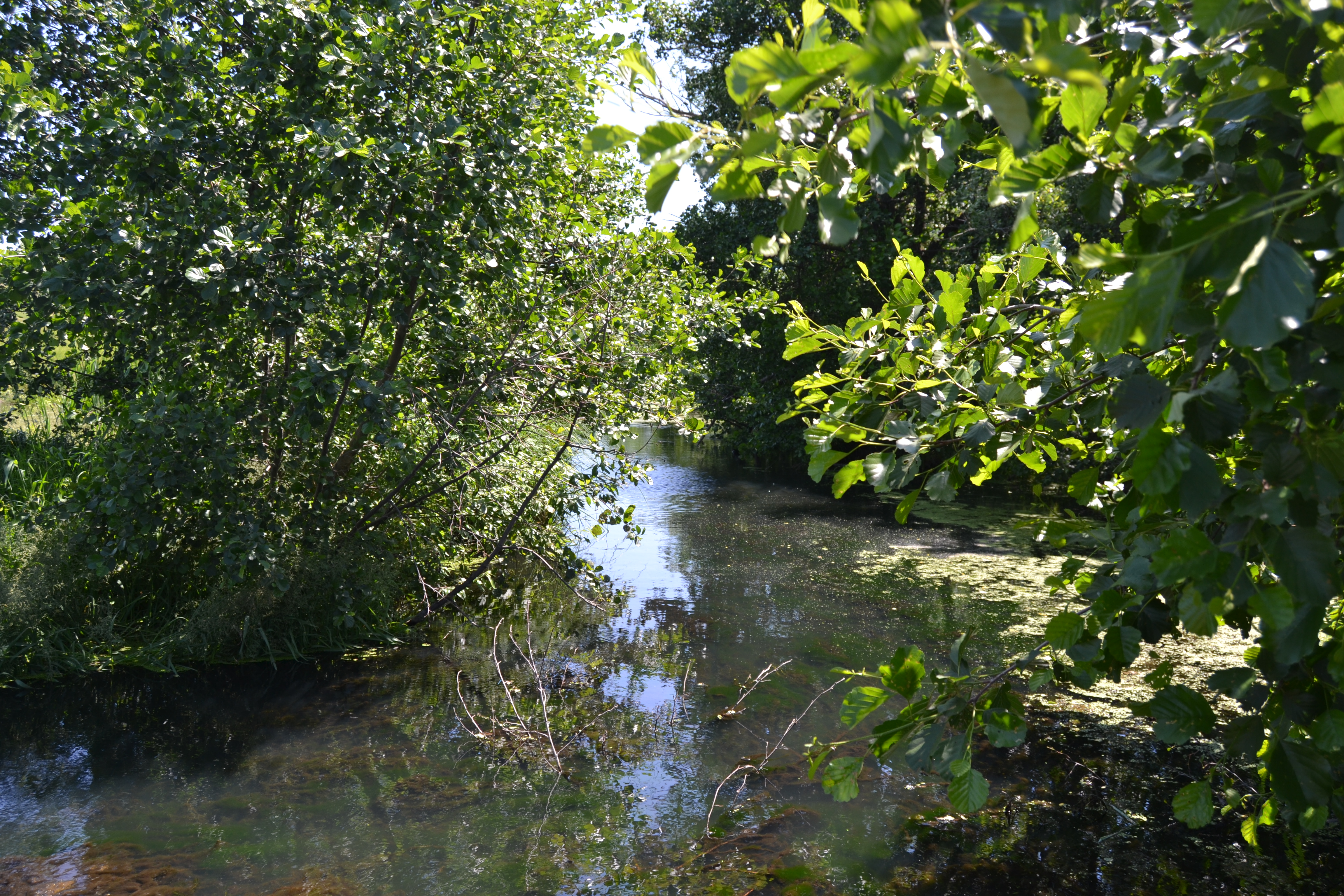
Речка Малая Сосновка